# Талалушкин, Николай Степанович
Николай Степанович Tалалушкин (1922—1943) — стрелок 8-й стрелковой роты 3-го батальона 862-го стрелкового полка (197-я стрелковая дивизия, 11-я гвардейская армия, Западный фронт), красноармеец, Герой Советского Союза.

## Биография
Родился в 1922 году в деревне Кузьминка, ныне Кстовского района Нижегородской области, в семье крестьянина. Русский. Фамилию получил в наследство от своей бабушки, у которой было прозвище Талалушка.
После окончания шести классов работал в колхозе, заведовал сельским клубом.
В ноябре 1941 года был призван в Красную Армию Кстовским райвоенкоматом. Принимал участие в тяжёлых оборонительных боях в Крыму и на Северном Кавказе. В ноябре 1942 года был тяжело ранен, несколько месяцев находился в госпитале. В начале лета 1943 года вернулся на фронт. Участвовал в боях на Курской дуге.
27 июля 1943 года полк наступал на деревню Мокрые Верхи Орловской области (ныне Хвастовичский район Калужской области). Продвижению батальона препятствовал огонь дзотов. Пять бойцов, среди которых был красноармеец Талалушкин, вооружившись гранатами, поползли к вражеским дзотам. До рубежа живым добрался один Талалушкин. Он метнул гранаты и заставил замолчать дзот, рота поднялась в атаку, но была прижата к земле огнём из другого дзота. Гранат больше не было, и тогда красноармеец вплотную подполз к дзоту, стремительно вскочил и закрыл амбразуру своим телом. Путь атакующей роте был открыт.
Похоронен в братской могиле в центре села Хвастовичи Хвастовичского района Калужской области.

## Награды
- Указом Президиума Верховного Совета СССР от 4 июня 1944 года за образцовое выполнение боевых заданий командования на фронте борьбы с немецко-фашистскими захватчиками и проявленные при этом мужество и героизм красноармейцу Талалушкину Николаю Степановичу посмертно присвоено звание Героя Советского Союза. Был награждён орденом Ленина[2];
- медаль «За отвагу»[3].

## Память
- Памятник Герою установлен в деревне Кузьминка, бюст Героя — перед зданием школы в селе Афонино Кстовского района, мемориальная доска — в городе Кстово.
- Его имя носят улицы в Кстове, Кузьминке, Афонино и Хвастовичах, детский летний лагерь.
- Проводился всесоюзный турнир по самбо памяти Н. С. Талалушкина[4].